# Silveria Espinosa de Rendón
Silveria Espinosa de los Monteros y Dávila, conocida como Silveria Espinosa de Rendón (Sopó, 1815-Bogotá, 1886) fue una poeta y periodista colombiana del siglo XIX.

## Biografía
Nació el 20 de enero de 1815 en la Hacienda Zamora, del municipio de Sopó (Cundinamarca) y falleció en Bogotá el 16 de agosto de 1886. Su familia regentaba "La Imprenta Granadina", que en 1776 fue la designada por el Virrey Manuel Antonio Flórez, para las publicaciones oficiales.

De origen aristocrático, era hija de Bruno José Espinosa de los Monteros y Pozo, y María Antonia Dávila y Novoa. Estuvo casada con José María Rafael Camacho y Rodríguez del Lago, de quien enviudó. Más adelante casó con Telesforo Sánchez Rendón Callejas, de quien tomaría su nombre como poeta.

Educada en el ambiente intelectual de Santa Fe, desde su juventud mostró mucho interés en la literatura y la poesía. En las tertulias intelectuales cercanas a la familia recitó y publicó sus primeros poemas. Pronto su poesía trascendió el círculo de las amistades y publicó en periódicos nacionales como La Guirnalda, El Papel Periódico Ilustrado, La Caridad y La Lira Granadina.

Fue la primera poeta colombiana reconocida en Europa y también publicada. Siendo una persona devota y religiosa, manifiesta en “Lágrimas y recuerdos” de 1850, su tristeza por la expulsión de los Jesuitas, y su cercanía a la Iglesia, inspirándose en la cultura religiosa para muchos de sus poemas.

También mostró su apoyo para que las mujeres pudieran ser escritoras: 

(...) en vez de zurcir calzones, están escribiendo dramas. Y al entenderlo El Heraldo, va dando la voz de alerta, repitiendo en cada puerta: ¡No habrá quien cosa las medias!, ¡No habrá quien nos guise un caldo, si hacen las damas comedias (…)”.

lo que expresaba con ironía y humor en uno de sus poemas, y como respuesta a la crítica de Manuel Bretón de los Herreros a las mujeres españolas que escribían comedias.

## Obra
- Lágrimas y recuerdos (1850), Bogotá: Imprenta Espinosa.
- Pesares i consuelos en el destierro de nuestro dignísimo prelado Sr. D. Manuel J. de Mosquera (1852) Bogotá: Imprenta de Espinosa.
- En la cartera de una amiga, (1856) El Álbum: periódico literario, científico i noticioso 3 (8 junio): 25-26.
- Himno al restablecimiento del Seminario Conciliar de la Arquidiócesis de Santafé de Bogotá, (1856) El catolicismo 4.190 (18 enero): 386.